# Krasnoslobodsk (Volgograd)
|  | Per a altres significats, vegeu «Krasnoslobodsk (Mordòvia)». |

Krasnoslobodsk - Краснослободск (rus) és una ciutat de l'óblast de Volgograd, a Rússia. Es troba a la riba esquerra del Volga, davant de Volgograd.

## Història
Krasnoslobodsk fou un khútor batejat com Bakatin. El 1917 es reanomenà Kràsnaia Slobodà. Rebé l'estatus de possiólok (poble) el 1938 i el de ciutat el 1955.